# Tabanıyassi Mehmed Pascià
Tabanıyassi Mehmed Pascià letteralmente Mehmed Pascià Piedi piatti (Drama, 1589 – Costantinopoli, 2 febbraio 1637) è stato un politico ottomano di origine albanese. Fu Beilerbei dell'Eyalet d'Egitto dal settembre 1628 all'ottobre 1630. Ha servito come Gran Visir dal 18 maggio 1632 al 1637 sotto il sultano Murat IV. Durante i primi anni del suo mandato, ebbe il sostegno del sultano grazie al suo servizio nella campagna nell'Iran nordoccidentale (nota come Campagna di Revan). Tuttavia, dopo il ritorno del sultano a Costantinopoli, Mehmed Pascià non è riuscito a difendere il forte di Revan (l'odierna Erevan) dal contrattacco persiano e il sultano lo licenziò dal suo incarico. Negli ultimi anni della sua vita fu nominato governatore di Silistra. Nel 1637, Murat IV divenne sospettoso nei confronti di Mehmed Pascià e lo accusò di aver tentato di iniziare una rivolta in alcune parti dell'Impero. Il sultano lo imprigionò prima nella fortezza di Yedikule e poi lo giustiziò, facendolo annegare, il 2 febbraio 1637.